# 프레데리크 헨드리크 판 오라녜
프레데리크 헨드리크(Frederik Hendrik van Oranje, 1584년 1월 29일 ~ 1647년 3월 14일)는 오라녜 공작이자 홀란트, 질란트, 위트레흐트, 젤레, 그리고 오베리젤의 총독이었다. 네덜란드 독립 전쟁의 선봉에 선 그는 1629년 스헤르토헨보스 포위전에서 대승을 거두었다. 스헤르토헨보스는 스페인 방위군에 의해 보호되고 있었던 주요 전략 지점 중 하나였다. 그는 이후 30년 전쟁 당시 덴마크-노르웨이, 잉글랜드 왕국, 스웨덴 제국과 동맹을 맺고 스페인 제국에 대항했으며 1647년 사망할 때까지 네덜란드의 독립을 위해 힘썼다.

## 생애

### 어린 시절
프레데리크 헨드리크는 네덜란드 공화국 홀란트의 델프트에서 1584년 1월 29일 태어났다. 그는 침묵공 빌럼과 루이즈 드 콜리니의 막내아들이었다. 그의 아버지 빌럼은 홀란트, 질란트, 위트레흐트와 프리슬란드의 총독이었다. 그의 어머니 루이즈는 위그노 지도자였던 가스파르 2세 드 콜리니의 딸이자 빌럼의 넷째 부인이었다. 또한 그는 1625년 사망한 오라녜 공작 마우리츠의 계승자이자 이복 형제이기도 했다. 프레데리크 헨드리크는 그의 아버지가 암살되기 6달 전인 7월 10일에 태어났다. 그는 그의 형인 마우리츠에게 군사 훈련을 받았다. 마우리츠가 결혼을 하지 않으면 그의 아이들이 적법화될 수 없다고 협박을 받자 프레데리크는 1625년 아말리아와 결혼한다. 그와 마가레타 카타리나 브륀스 사이의 아들인 프레데리크 나사우 데 쥘렌슈타인이 1624년 태어났다.

### 총독

프레데리크 헨드리크의 초상화

1625년 마우리츠가 적자 없이 사망하자 프레데리크 헨드리크는 그의 자산과 영유권 및 네덜란드의 5개 지방의 총독 직을 물려받았다. 그는 네덜란드 육군과 네덜란드 해군의 총사령관직도 겸임했다. 이 때 당시 네덜란드는 프랑스 왕국과 영국의 제의로 30년 전쟁에 참여한 시기였고, 네덜란드는 에스파냐와 전쟁을 이어나가고 있었다. 프레데리크 헨드리크는 그의 형과 마찬가지로 좋은 장군이었지만, 그는 정치가이자 국가 수반자로써의 역할도 훌륭하게 수행했다. 그는 22년간 네덜란드 공화국의 수장이었고, 그 기간 동안 총독으로써의 권력도 최고점에 다다랐다. 네덜란드 작가들 사이에서는 "헨드리크의 시기"라 불리는 이 때가 네덜란드의 황금기라 불리는 시대였다. 이 시기에 네덜란드는 군사력과 해군의 능력이 향상되었고, 상업이 해외로 뻗어나갔으며 예술과 문학에서 훌륭한 작품들이 여럿 등장하게 되었다.
헨드리크는 30년 전쟁 및 네덜란드 독립 전쟁에서도 두각을 나타냈다. 1627년 그로넬로 전투, 1629년 스헤르토덴포스 포위전, 1632년 마스트리트 전투와 1637년 브레다 공방전, 1644년 사스 반 겐트 전투 그리고 1645년 허스트 전투에서 스페인과 맞서 싸웠고, 이 중 몇몇 전투에서는 승리를 거두기도 했다. 스페인에 맞서 프랑스와 동맹을 맺은 것이 그의 치세 동안 이루어진 주요 외교 정책 중 하나였다. 그러나 집권 말기에는 스페인과 개별 평화 회담을 가짐으로써 프랑스와의 동맹을 희생시켰고, 80년 동안 추구해왔던 모든 이익들이 이러한 동맹으로부터 나왔지만 헨드리크는 이를 기꺼이 포기했다.

### 죽음
프레데리크 헨드리크는 1647년 3월 14일 헤이그에서 사망했다. 헨드리크의 죽음 이후 스페인과 네덜란드 사이의 오랜 분쟁을 끝내는 뮌스터 화약이 1648년 1월 30일 체결되었고, 이는 헨드리크의 병과 죽음이 협상을 지연시켰기 때문이었다. 그는 그의 업적을 메모리 데 프레데리크 헨리라는 책에 남겨두었다. 그의 사망 이후 오라녜 공작의 지위는 빌럼 2세 판 오라녜가 맡게 된다.

## 같이 보기
- Israel, Jonathan I. The Dutch Republic: Its Rise, Greatness, and Fall 1477-1806 (1998) excerpt and text search pp 506–45